# Salto do Jacuí
Salto do Jacuí est une ville de l'État du Rio Grande do Sul au Brésil.